# AFC South
Pour les articles homonymes, voir AFC.
L'AFC South (« AFC Sud ») est une des quatre divisions de l'American Football Conference (AFC), elle-même conférence de la National Football League (NFL), ligue professionnelle de football américain aux États-Unis.
Elle a été créée avant le début de la saison 2002 après que le nombre de franchises de la ligue soit passé à 32 équipes. Depuis sa création, la division a toujours été composée des mêmes quatre équipes : 
- les Texans de Houston ;
- les Colts d'Indianapolis ;
- les Jaguars de Jacksonville ;
- les Titans du Tennessee.

Avant la saison 2002, la franchise des Texans n'existait pas, les Colts appartenaient à l'AFC East tandis que les Titans et les Jaguars étaient membres de l'AFC Central. L'AFC South est considérée comme la division la plus récente de la NFL car à sa création, aucune de ses quatre équipe n'avait joué plus de dix-huit saisons dans leurs villes actuelles. Les Colts avaient joué à Baltimore jusqu'à la fin de saison 1983, les Jaguars ont commencé à jouer en 1995 et les Titans étaient basés à Houston (sous le nom de Oilers) jusqu'en 1996.
Indianapolis, Tennessee et Jacksonville avaient cependant tous remporté plusieurs titres de division et s'étaient tous qualifié pour les séries éliminatoires (play-offs) dans leurs divisions respectives précédentes puisque en fin de saison 2023 :
- les Colts comptent deux titres de champion NFL (1958 et 1959), deux victoires (Super Bowl V et XLI) et deux défaites (Super Bowl III et XLIV) au Super Bowl. Ils totalisent 23 victoires et 25 défaites en séries éliminatoires[1] ;
- les Titans comptent deux titres de champions de l'American Football League (en 1960 et 1961 sous le nom des Oilers de Houston) et une défaite lors du Super Bowl XXXIV. Ils totalisent 17 victoires et 23 défaites en séries éliminatoires[2] ;
- les Jaguars n'ont aucun titre de champion national et totalisent 8 victoires et 8 défaites en séries éliminatoires[3] ;
- les Texans n'ont aucun titre de champion national et atteignent les séries éliminatoires pour la première fois de leur histoire en 2011. Ils y comptent 5 victoires pour 7 défaites[4].

La victoire des Colts lors du Super Bowl XLI en 2006 est la seule victoire en Super Bowl d'une équipe de l'AFC South depuis sa création.
L'AFC South est la division avec la plus longue période en cours sans victoire au Super Bowl de la ligue.

## Palmarès
Placez le curseur sur l'année afin de voir quelle équipe a remporté la division.
| AFC South                                                                                  | AFC South | AFC South | AFC South | AFC South | AFC South | AFC South | AFC South | AFC South | AFC South | AFC South | AFC South | AFC South | AFC South | AFC South | AFC South | AFC South | AFC South | AFC South | AFC South | AFC South | AFC South | AFC South | AFC South |
| ------------------------------------------------------------------------------------------ | --------- | --------- | --------- | --------- | --------- | --------- | --------- | --------- | --------- | --------- | --------- | --------- | --------- | --------- | --------- | --------- | --------- | --------- | --------- | --------- | --------- | --------- | --------- |
| Saisons                                                                                    |           |           |           |           |           |           |           |           |           |           |           |           |           |           |           |           |           |           |           |           |           |           |           |
| 02                                                                                         | 03        | 04        | 05        | 06        | 07        | 08        | 09        | 10        | 11        | 12        | 13        | 14        | 15        | 16        | 17        | 18        | 19        | 20        | 21        | 22        | 23        | 24        | 25        |
|                                                                                            |           |           |           |           |           |           |           |           |           |           |           |           |           |           |           |           |           |           |           |           |           |           |           |
| Texans de Houston                                                                          |           |           |           |           |           |           |           |           |           |           |           |           |           |           |           |           |           |           |           |           |           |           |           |
| Colts d'Indianapolis                                                                       |           |           |           |           |           |           |           |           |           |           |           |           |           |           |           |           |           |           |           |           |           |           |           |
| Jaguars de Jacksonville                                                                    |           |           |           |           |           |           |           |           |           |           |           |           |           |           |           |           |           |           |           |           |           |           |           |
| Titans du Tennessee                                                                        |           |           |           |           |           |           |           |           |           |           |           |           |           |           |           |           |           |           |           |           |           |           |           |
| La Division a remporté le Super Bowl La division a remporté la finale de la conférence AFC |           |           |           |           |           |           |           |           |           |           |           |           |           |           |           |           |           |           |           |           |           |           |           |

## Champions de division
Légende :
- Vainqueur du Super Bowl
- Finaliste du Super Bowl
- (X) : Nombre de participations de la franchise en séries éliminatoires

| Saison | Franchise                   | Bilan | Résultats en séries éliminatoires |
| ------ | --------------------------- | ----- | --- |
| 2002   | Titans du Tennessee         | 11-5  | Victoire lors du tour de Wild Card (Steelers) 34-31 (OT) Défaite lors du tour de division (@ Raiders) 24-41                                                                                           |
| 2003   | Colts d'Indianapolis        | 12-4  | Victoire lors du tour de Wild Card (Broncos) 41-10 Victoire lors du tour de division (@ Chiefs) 38-31 Défaite en finale de conférence AFC (@ Patriots) 14-24                                          |
| 2004   | Colts d'Indianapolis        | 12-4  | Victoire lors du tour de Wild Card (Broncos) 49-24 Défaite lors du tour de division (@ Patriots) 3-20                                                                                                 |
| 2005   | Colts d'Indianapolis        | 12-4  | Défaite lors du tour de division (Steelers) 18-21 |
| 2006   | Colts d'Indianapolis        | 12-4  | Victoire lors du tour de Wild Card (Chiefs) 23-8 Victoire lors du tour de division (@ Ravens) 15-6 Victoire en finale de conférence AFC (Patriots) 38-34 Victoire au Super Bowl XLI (vs. Bears) 29-17 |
| 2007   | Colts d'Indianapolis        | 13-3  | Défaite lors du tour de division (Chargers) 24-28 |
| 2008   | Titans du Tennessee         | 13-3  | Défaite lors du tour de division (Ravens) 10-13 |
| 2009   | Colts d'Indianapolis        | 14-2  | Victoire lors du tour de division (Ravens) 20-3 Victoire en finale de conférence AFC (Jets) 30-17 Défaite au Super Bowl XLIV (vs. Saints) 17-31                                                       |
| 2010   | Colts d'Indianapolis        | 10-6  | Défaite lors du tour de Wild Card (Jets) 16-17 |
| 2011   | Texans de Houston           | 10-6  | Victoire lors du tour de Wild Card (Bengals) 31-10 Défaite lors du tour de division (@ Ravens) 13-20                                                                                                  |
| 2012   | Texans de Houston           | 12-4  | Victoire lors du tour de Wild Card (Bengals) 19-13 Défaite lors du tour de division (@ Patriots) 28-41                                                                                                |
| 2013   | Colts d'Indianapolis        | 11-5  | Victoire lors du tour de Wild Card (Chiefs) 45-44 Défaite lors du tour de division (@ Patriots) 22-43                                                                                                 |
| 2014   | Colts d'Indianapolis (9)    | 11-5  | Victoire lors du tour de Wild Card(Bengals) 26-10 Victoire lors du tour de division (@ Broncos) 24-13 Défaite en finale de conférence AFC (@ Patriots) 7-45                                           |
| 2015   | Texans de Houston           | 09-7  | Défaite lors du tour de Wild Card (Chiefs) 0-30 |
| 2016   | Texans de Houston           | 09-7  | Victoire lors du tour de Wild Card (Raiders) 27-14 Défaite lors du tour de division (@ Patriots) 16-34                                                                                                |
| 2017   | Jaguars de Jacksonville     | 10-6  | Victoire lors du tour de Wild Card (Bills) 10-3 Victoire lors du tour de division (@ Steelers) 45-42 Défaite en finale de conférence AFC (@ Patriots) 20-24                                           |
| 2018   | Texans de Houston           | 11-5  | Défaite lors du tour de Wild Card (Colts) 7-21 |
| 2019   | Texans de Houston (6)       | 10-6  | Victoire lors du tour de Wild Card (Bills) 22-19 (OT) Défaite lors du tour de division (@ Chiefs) 31-51                                                                                               |
| 2020   | Titans du Tennessee         | 11-5  | Défaite lors du tour de Wild Card (Ravens) 13-20 |
| 2021   | Titans du Tennessee (4)     | 12-5  | Défaite lors du tour de division (Bengals) 16-19 |
| 2022   | Jaguars de Jacksonville (2) | 09-8  | Victoire lors du tour de Wild Card (Chargers) 31-30 Défaite lors du tour de division (@ Chiefs) 20-27                                                                                                 |
| 2023   | Texans de Houston           | 10–7  | Victoire lors du tour de Wild Card (Browns) 45–14 Défaite en tour de division (@ Ravens) 10–34 |
| 2024   | Texans de Houston (8)       | 10–7  | Victoire lors du tour de Wild Card (Chargers) 32-12 Défaite en tour de division (@ Chiefs) 14–23 |

## Qualifiés en Wild Card
Légende :
- Vainqueur du Super Bowl
- Finaliste du Super Bowl

| Saison | Franchise               | Bilan | Résultats en séries éliminatoires |
| ------ | ----------------------- | ----- | --- |
| 2002   | Colts d'Indianapolis    | 10-6  | Défaite lors du tour de Wild Card (@ Jets) 0-41 |
| 2003   | Titans du Tennessee     | 12-4  | Victoire lors du tour de Wild Card (@ Ravens) 20-17 Défaite lors du tour de division (@ Patriots) 14-17                                                       |
| 2005   | Jaguars de Jacksonville | 12-4  | Défaite lors du tour de Wild Card (@ Patriots) 3-28 |
| 2007   | Jaguars de Jacksonville | 11-5  | Victoire lors du tour de (@ Steelers) 31-29 Défaite lors du tour de division (@ Patriots) 20-31                                                               |
| 2007   | Titans du Tennessee     | 10-6  | Défaite lors du tour de (@ Chargers) 6-17 |
| 2008   | Colts d'Indianapolis    | 12-4  | Défaite lors du tour de Wild Card (@ Chargers) 17-23 (OT) |
| 2012   | Colts d'Indianapolis    | 11-5  | Défaite lors du tour de Wild Card (@ Ravens) 9-24 |
| 2017   | Titans du Tennessee     | 9-7   | Victoire lors du tour de Wild Card (@ Chiefs) 22-21 Défaite lors du tour de division (@ Patriots) 14-35                                                       |
| 2018   | Colts d'Indianapolis    | 10-6  | Victoire lors du tour de Wild Card (@ Texans) 21-7 Défaite lors du tour de division (@ Chiefs) 13-31                                                          |
| 2019   | Titans du Tennessee     | 9-7   | Victoire lors du tour de Wild Card (@ Patriots) 20-13 Victoire lors du tour de division (@ Ravens) 28-12 Défaite en finale de conférence AFC (@ Chiefs) 24-35 |
| 2020   | Colts d'Indianapolis    | 11-5  | Défaite lors du tour de Wild Card (@ Bills) 24-27 |

## Résultats saison par saison
Légende :
- Vainqueur du Super Bowl
- Finaliste du Super Bowl
- Qualifié pour les séries éliminatoires
- (x) : Classement (seed) dans la conférence en fin de saison régulière

| Saison | Bilan des équipes       | Bilan des équipes       | Bilan des équipes     | Bilan des équipes   | Bilan des équipes |
| ------ | ----------------------- | ----------------------- | --------------------- | ------------------- | ----------------- |
| Saison | 1er                     | 2e                      | 3e                    | 4e                  |                   |
| 2002   | (2) Tennessee (11-5)    | (5) Indianapolis (10-6) | Jacksonville (6-10)   | Houston (4-12)      |                   |
| 2003   | (3) Indianapolis (12-4) | (5) Tennessee (12-4)    | Jacksonville (5-11)   | Houston (5-11)      |                   |
| 2004   | (3) Indianapolis (12-4) | Jacksonville (9-7)      | Houston (7-9)         | Tennessee (5-11)    |                   |
| 2005   | (1) Indianapolis (14-2) | (5) Jacksonville (12-4) | Tennessee (4-12)      | Houston (2-14)      |                   |
| 2006   | (2) Indianapolis (12-4) | Tennessee (8-8)         | Jacksonville (8-8)    | Houston (6-10)      |                   |
| 2007   | (3) Indianapolis (13-3) | (5) Jacksonville (11-5) | (6) Tennessee (10-6)  | Houston (8-8)       |                   |
| 2008   | (1) Tennessee (13-3)    | (5) Indianapolis (12-4) | Houston (8-8)         | Jacksonville (5-11) |                   |
| 2009   | (1) Indianapolis (14-2) | Houston (9-7)           | Tennessee (8-8)       | Jacksonville (7-9)  |                   |
| 2010   | (3) Indianapolis (10-6) | Jacksonville (8-8)      | Houston (6-10)        | Tennessee (6-10)    |                   |
| 2011   | (3) Houston (10-6)      | Tennessee (9-7)         | Jacksonville (5-11)   | Indianapolis (2-14) |                   |
| 2012   | (3) Houston (12-4)      | (5) Indianapolis (11-5) | Tennessee (6-10)      | Jacksonville (2-14) |                   |
| 2013   | (4) Indianapolis (11-5) | Tennessee (7-9)         | Jacksonville (4-12)   | Houston (2-14)      |                   |
| 2014   | (4) Indianapolis (11-5) | Houston (9-7)           | Jacksonville (3-13)   | Tennessee (2-14)    |                   |
| 2015   | (4) Houston (9-7)       | Indianapolis (8-8)      | Jacksonville (5-11)   | Tennessee (3-13)    |                   |
| 2016   | (4) Houston (9-7)       | Tennessee (9-7)         | Indianapolis (8-8)    | Jacksonville (3-13) |                   |
| 2017   | (3) Jacksonville (10-6) | (5) Tennessee (9-7)     | Indianapolis (4-12)   | Houston (4-12)      |                   |
| 2018   | (3) Houston (11-5)      | (6) Indianapolis (10-6) | Tennessee (9-7)       | Jacksonville (5-11) |                   |
| 2019   | (4) Houston (10-6)      | (6) Tennessee (9-7)     | Indianapolis (7-9)    | Jacksonville (6-10) |                   |
| 2020   | (4) Tennessee (11-5)    | (7) Indianapolis (11-5) | Houston (4-12)        | Jacksonville (1-15) |                   |
| 2021   | (1) Tennessee (12-5)    | Indianapolis (9-8)      | Houston (4-13)        | Jacksonville (3-14) |                   |
| 2022   | (4) Jacksonville (9-8)  | Tennessee (7-10)        | Indianapolis (4-12-1) | Houston (3-13-1)    |                   |
| 2023   | (4) Houston (10-7)      | Jacksonville (9-8)      | Indianapolis (9-8)    | Tennessee (6-11)    |                   |
| 2024   | (4) Houston (10-7)      | Indianapolis (8-9)      | Jacksonville (4-13)   | Tennessee (3-14)    |                   |

## Statistiques par franchise
Les statistiques ne prennent en compte que les résultats obtenus par les franchises pendant leur séjour en Division AFC South.
| Franchise               | Titre(s) de Division | Série éliminatoire | Titre(s) de conférence AFC | Titre(s) de conférence AFC | V. au Super Bowl |
| ----------------------- | -------------------- | ------------------ | -------------------------- | -------------------------- | ---------------- |
| Franchise               | Titre(s) de Division | Série éliminatoire | Participations             | Victoires                  | V. au Super Bowl |
| Colts d'Indianapolis    | 9                    | 14                 | 4                          | 2                          | 1                |
| Texans de Houston       | 8                    | 08                 | 0                          | 0                          | 0                |
| Titans du Tennessee     | 4                    | 08                 | 2                          | 0                          | 0                |
| Jaguars de Jacksonville | 2                    | 04                 | 1                          | 0                          | 0                |